# دنیل وارلا ده پینا
دنیل وارلا ده پینا (انگلیسی: Daniel Varela de Pina؛ زادهٔ ۷ اوت ۱۹۹۶) بوکسور اهل کیپ ورد است.
وی در مسابقات کشوری و بین‌المللی در مجموع برندهٔ ۱ مدال برنز شده است.